# Metator
Genre
Metator est un genre nord-américain d'orthoptères de la famille des Acrididae.

## Espèces
- Metator nevadensis (L.Bruner, 1905)
- Metator pardalinus (Saussure, 1884)